# 地蔵峠 (杵築市)
地蔵峠（じぞうとうげ）は、大分県杵築市山香町大字山浦と同・大字向野（むくの）の間にある峠である。
当地は戦国時代に起きた勢場ヶ原の戦いにまつわる史跡の一つに数えられる。

## 概要
近現代で言うところの、大分県杵築市山香町の山浦と向野の間、近世で言えば、豊後国速見郡山香郷の山浦村と＿＿村の間に所在する。峠には古くから地蔵菩薩が祀られており、峠の名はこれに由来する。
立石峠の改良工事以前に近道としてよく使われた峠道である。立石峠よりも急勾配で荷車の通行がやっとであったが、徒歩移動の際にはもっぱら地蔵峠が用いられた。自動車で通行することはできないが、山浦の芋恵良集落の人と向野の日野地集落の人によって今でも刈り払いが行われており、徒歩で通行することはできる。なお、芋恵良と日野地を結ぶ市道は自動車での通行が可能であるが、その道と地蔵峠は別の道である。

## 地蔵峠が近道であった理由
たとえば現在（2000年代）、宇佐市から日出町に行く場合、国道10号を通るのが一般的である。すなわち、立石峠を越え、立石、中山香、東山香を通り、赤松峠を越えて日出市街地に入るというルートである。ところが、この道が整備されたのは昭和に入ってからであり、それ以前は東山香・赤松間の八坂川べりの道が大変な難所であった。したがって、この道は敬遠され、鹿鳴越という峠を越える道のほうがよく使われていた。鹿鳴越は傾斜がきつく、荷車の通行がやっとの難路であったものの、赤松経由の道よりもずっと距離が近く、徒歩で移動するには鹿鳴越のほうが都合がよかったのである。
鹿鳴越には東鹿鳴越と西鹿鳴越があるが、どちらも盛んに利用された。すなわち、向野から地蔵峠を越えて山浦に出て、上（かみ）を通り、鹿鳴越を越え、日出に下るというルートである。地蔵峠ではなく立石峠を利用した場合、大変な回り道となることがわかる。なお、赤松峠を利用するルートであれば、地蔵峠よりも立石峠を利用したほうが近道となる。

## 山浦と向野の関係
地蔵峠が盛んに通行された頃は、山浦と向野は交流が盛んであった。向野は宇佐平野の端に位置し、山香郷と呼ばれた現在の杵築市山香町域において、向野は宇佐文化の影響が顕著であった。山浦は中山香や上、立石などとも交流が盛んであったものの、特に向野や現在の宇佐市安心院町域の集落との交流が盛んであったために、宇佐文化の影響がやはり見られる。
生活様式の変化などによって小地域ごとの文化習俗の特徴が薄れつつある現代（2000年代）においても、盆行事の様式の違いにより、その差がはっきりとわかる。すなわち、山浦と向野は踊りが似通っているのに対して、向野と立石とではまったく異なる。これは、古来、立石峠を利用しての向野・立石間の交流よりも、地蔵峠を利用しての向野・山浦間の交流のほうがずっと盛んであったことを如実に示している。

## 立石峠の改良後の地蔵峠
立石峠に鉄道が開通してからは、地蔵峠は地元民の生活路としてのみ利用されるようになった。自家用車の利用が一般的でなかった時代は、まだまだ利用者も多かった。しかし、立石峠の掘下げ工事が繰り返されるうちに地蔵峠を通行する者は急速に減少し、現在は林業従事者および先述した地蔵に参詣する者のみが利用する細道となり果てている。ただし、先述のとおり、最低限の刈り払いは行われているほか、戦国時代に起きた勢場ヶ原の戦いにまつわる史跡でもあるので、荒廃して徒歩通行も不可能になるようなことは今後もないと思われる。